# سلسلة جبال أتشغاه
أشتغاه، أتشكدة أو هاشتغاه هو سلسلة جبال فصلها عن عنما وهي واحدة من السلاسل الجبلية زاكروس تقع في جنوب باوه المدينة وفي قرية الخانقاه . يبدأ هذا الجبل من قرية شمشير ويؤدي إلى نهر سيرفان . إلى الجنوب من الجبل ومدن باينغان وبانة ورة ، إلى الشمال و باوه و الخانقاه، وإلى الشرق هي قرية شمشير .
أشتغاه الذروة، حيث أن أعلى قمة المنحدر الجنوبي من عنما (2462 متر) وجهة نظر مثيرة جدا للاهتمام والمدهشة التي غطت مساحات واسعة قرب كرمنشاه ، رفانسر ، جوانرود ، ثلاث باباجاني ، حلبجة ، شهروز وأجزاء من كردستان ومريوان . لهذا السبب ، في زمن الزرادشتيين ، كان هناك مكان لإشعال النار ، أعلنوا من خلاله رسالة دينهم.
ظل معبد النار في هذا الجبل قائمًا بشكل مستمر منذ حوالي 750-800 عام وكان مكانًا للحج ومعبد النار للزرادشتيين منذ العصور القديمة واشتعلت النار فيه منذ 800 عام. تم العثور على العديد من القطع الأثرية من عصور ما قبل الإسلام في جبال قرية خانيقة ، مما يشير إلى إمكانية دعم المعدات والحداد على جبل أتاشغاه. من بينها أفران وسرابيح كبيرة جدًا في منطقة بيار وقلعة غافار في قرية خانقاه.
كان المدفأة مفتوحا حتى غزو المسلمين لإيران ، وبعد ذلك لا توجد معلومات دقيقة وموثقة حول كيفية تدميره أو هجره. وتجدر الإشارة إلى أنه حتى الآن لم يتم العثور على أي دليل أثري يؤكد وجود معبد نار على هذا الجبل.
الطرق الرئيسية لتسلق هذه القمة هي كما يلي:
1. خانقاه ، كوه بيار ، ممر ملة تاوغ ، نبع حمرولة ، ممر إيوان.
2. خانقاه ، جبل بيار ، ممر ملة تاوغ ، نبع هانيه شيخ حسن ، منطقة سارشال.
3. خانقاه ، نبع شالماو ، نبع حنة الشيخ حسن ، منطقة سرشال.
4. خانقاه ، جشمه غارا ، ممر بيشكول ، منطقة جالان والجولان.
5. بانة ورة ، طريق فراش ، قبل وصول إلى وراش.